# Olav Haukvik
Olav Haukvik (* 26. Juni 1928 in Sauherad; † 22. Februar 1992) war ein norwegischer Politiker der Arbeiderpartiet (Ap). Von Januar 1978 bis Oktober 1979 war er der Industrieminister seines Landes.

## Leben
Haukvik schloss 1950 sein Studium der Rechtswissenschaft ab. Anschließend arbeitete er bis 1961 als Sekretär und Berater im norwegischen Verkehrsministerium, bevor er dort bis 1966 als Büroleiter im Einsatz war. Von 1967 bis 1973 war er als Generaldirektor tätig.
Im Jahr 1973 übernahm er den Posten als Fylkesmann der damaligen Provinz Telemark, was er bis 1976 blieb. Anschließend wurde er Fylkesrådmann, also Verwaltungschef der Provinz. Am 11. Januar 1978 erfolgte seine Ernennung zum Industrieminister in der Regierung Nordli. Dieses Amt übte er bis zum 8. Oktober 1979 aus. Anschließend kehrte er zu seinem Amt als Verwaltungschef zurück.